# Ciudad Fernández (kommun)
Ciudad Fernández är en kommun i Mexiko.   Den ligger i delstaten San Luis Potosí, i den centrala delen av landet, 300 km norr om huvudstaden Mexico City.
Följande samhällen finns i Ciudad Fernández:
- Ciudad Fernández
- Barrio de Guadalupe
- La Noria
- Solano
- Morillos
- San Pablo
- La Ventilla
- El Paraíso
- Las Pilas
- Colonia la Peñita
- Potrero San Joaquín